# Shayn (cráter)

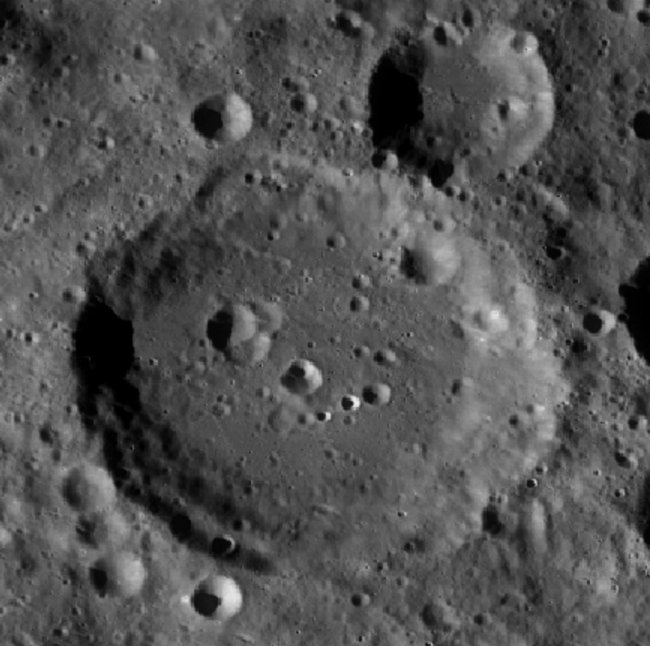
Fotografía de la misión Lunar Reconnaissance Orbiter

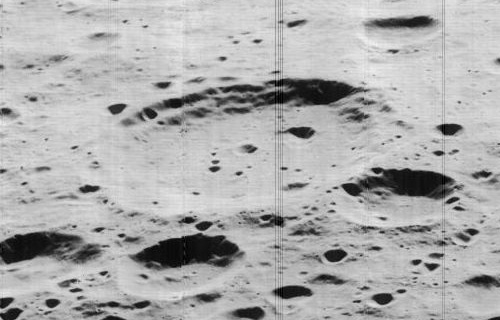
Imagen oblicua de la misión Lunar Orbiter 5, mirando al oeste

Shayn es un cráter de impacto erosionado perteneciente de la cara oculta de la Luna. Se encuentra al norte del cráter Freundlich y al noreste de Trumpler. Al oeste de Shayn se halla el cráter Nusl, y al norte-noreste se encuentra Champollion.
|  |

Se trata de un cráter erosionado que ha sufrido el desgaste producido por impactos posteriores. La mayor parte del borde se ha redondeado y los perfiles afilados originales se han perdido debido a una historia de impactos menores. La pared interior del sur, sin embargo, todavía muestra algunos restos de una estructura en forma de plataforma. Un par de pequeños impactos se localizan en la pared interior del sector noreste del cráter. El suelo interior está cubierto de pequeños cráteres. El más notable de estos impactos es un pequeño cráter situado al noroeste del punto medio.

## Cráteres satélite
Por convención estos elementos son identificados en los mapas lunares poniendo la letra en el lado del punto medio del cráter que está más cercano a Shayn.
|       | \| Shayn \| Coordenadas \| Diámetro \| \| ----- \| ------------------------------ \| -------- \| \| B \| 34°30′N 173°30′E / 34.5, 173.5 \| 35 km \| \| F \| 33°00′N 175°30′E / 33.0, 175.5 \| 38 km \| \| H \| 31°24′N 175°30′E / 31.4, 175.5 \| 38 km \| \| Y \| 35°54′N 171°42′E / 35.9, 171.7 \| 23 km \| |          |
| Shayn | Coordenadas | Diámetro |
| B     | 34°30′N 173°30′E / 34.5, 173.5 | 35 km    |
| F     | 33°00′N 175°30′E / 33.0, 175.5 | 38 km    |
| H     | 31°24′N 175°30′E / 31.4, 175.5 | 38 km    |
| Y     | 35°54′N 171°42′E / 35.9, 171.7 | 23 km    |